# Thysanoglossa jordanensis
Thysanoglossa jordanensis är en orkidéart som beskrevs av Paulo Campos Porto och Alexander Curt Brade. Thysanoglossa jordanensis ingår i släktet Thysanoglossa och familjen orkidéer. Inga underarter finns listade i Catalogue of Life.